# Rezo Esadze
Rezo Esadze (født 18. februar 1934, død 18. april 2020) var en sovjetisk filminstruktør, skuespiller og manuskriptforfatter.

## Filmografi
- Sekundomer (Секундомер, 1970)[3][4]